# Museo de la Cancillería
Fundado originalmente bajo el nombre de Museo del Acervo Histórico y Artístico de la Secretaría de Relaciones Exteriores, el Museo de la Cancillería es un recinto cultural ubicado en el Centro Histórico de la Ciudad de México que depende directamente del Instituto Matías Romero, órgano desconcentrado de la Secretaría de Relaciones Exteriores de México. 
Su colección ha sido formada principalmente gracias al programa Pago en Especie del Servicio de Administración Tributaria (SAT) de la Secretaría de Hacienda y Crédito Público (SHCP) a través del cual los artistas pagan sus impuestos con obras de arte.
La exposición con la que se inauguró el 15 de diciembre de 2011 llevó por título Naturaleza fragmentada e incluía 68 obras de artistas como Betsabeé Romero, Fernanda Brunet, José Castro Leñero, Leonora Carrington y Vicente Rojo.

## Colección
Creado con el objetivo de promover la imagen cultural del país y fortalecer los vínculos culturales con otras naciones, la colección del Museo de la Cancillería está conformada principalmente por obras de arte contemporáneo de artistas mexicanos o radicados en México, la cual se alimenta de las donaciones anuales que los artistas hacen a través del programa Pago en Especie del SAT.
Además de alimentar el acervo del museo, las donaciones de Pago en Especie dan lugar a una exposición anual donde se exhiben algunas de las nuevas piezas que se incorporan al recinto.
Entre los artistas que son parte del acervo contemporáneo se encuentran Boris Viskin, Betsabé Romero, Cisco Jiménez, Damián Ortega, Erick Meyenberg, Fernanda Brunet, Francisco Castro Leñero, José Castro Leñero, Leonora Carrington, Manuel Felguérez, María José de la Macorra, Máximo González, Miguel Castro Leñero, Pía Camil, Roger Von Gunten y Vicente Rojo.
El museo también cuenta con documentos históricos, objetos antiguos y un acervo gráfico que hablan de la historia de las relaciones diplomáticas entre México y otras naciones.

## Sede
La sede del museo y del propio Instituto Matías Romero es el convento anexo al antiguo oratorio dedicado a San Felipe Neri, el cual data de la segunda mitad del siglo XVII. A lo largo de su vida, el inmueble ha servido como orfanatorio, caballeriza, bodega, vivienda particular y taller mecánico, entre otros usos. Fue hasta 1970 que comenzó su restauración, mientras que el Instituto empezó a funcionar ahí a partir de 2010.
El museo cuenta con tres salas donde se exhiben muestras de la colección permanente, así como exposiciones temporales de proyectos o artistas invitados.

## Exposiciones
La exposición inaugural tuvo lugar el 15 de diciembre de 2011 bajo el título Naturaleza fragmentada. La muestra incluyó 68 obras de artistas como Betsabé Romero, Leonora Carrington y Vicente Rojo, agregadas al acervo del museo a través del programa Pago en Especie.
Desde este primera exposición, y al menos hasta 2018, cada año se ha montado una muestra con todas o algunas de las obras que se incorporan a la colección del museo.

### Muestras anuales Pago en especie

#### «Horizontes. 36 artistas contemporáneos. Colección Pago en Especie 2014»(2014)
Muestra que da cuenta de la pluralidad de temáticas abordadas por los artistas contemporáneos mexicanos que participaron ese año en el programa Pago en especie. Pintura, escultura, gráfica, dibujo y fotografía, collage y el ensamblaje de objetos fueron las técnicas que se podían apreciar en la muestra que cubría una amplia variedad de estilos o movimientos como el expresionismo, el arte pop, el postconceptualismo, el minimalismo y el neomexicanismo.
Curada por Erik Castillo, los 36 artistas que participaron en esta exposición fueron Eduardo Abaroa, Daniel Alcalá, Carlos Aguirre, Francisco Castro Leñero, Miguel Castro Leñero, Arnaldo Coen, Teresa Cito, Roberto Cortázar, Abraham Cruzvillegas, Rodolfo Díaz Hernández, José Luis Cuevas, Yvonne Domenge, Pamela Echeverría,Manuel Felguérez, Mario Eduardo García, Ismael Guardado, Roger Von Gunten, Jan Hendrix, Jonathan Hernández, Graciela Iturbide, Joy Laville, Jorge Marín, Miguel Milló, Damián Ortega, Irma Palacios, Yolanda Paulsen, Georgina Quintana, Ricardo Regazzoni, Pedro Reyes, Carla Rippey, Vicente Rojo, Betsabé Romero, Nunik Sauret, Raymundo Sesma, Sofía Táboas y Boris Viskin.

#### «[Pai-sa-je. m] Artistas contemporáneos en el Museo de la Cancillería»(2013)
Exposición que muestra la diversidad de acercamientos técnicos, formales y conceptuales que existen entre los artistas contemporáneos mexicanos al abordar la idea de paisaje. Obras que van desde la figuración directa del paisaje geográfico, hasta lo conceptual.
Curada por Hilario Galguera, contó con obra de Daniel Alcalá, José Luis Bustamente, Stefan Brüggemann, Miguel Ángel Cordera Orozco, Roberto Cortázar, Gabriel de la Mora, Carlos Alberto García de la Nuez, Beatriz Ezban, Máximo González, Cisco Jiménez, Perla Krauze, Mauricio Limón, Alejandra López Yasky, Pablo Luzardo, Erick Meyenberg, Yolanda Paulsen, Alejandro Pintado, Guillermo Roel, José Rivelino Moreno Valle, María Sada Villareal, Raymundo Sesma, Beatriz Simón, Hermenegildo Sosa, Benjamín Torres, Pablo Vargas Lugo, Boris Viskin y Beatriz Zamora.